# Peter Linde (astronom)
Ulf Peter Linde, född 7 december 1951, är en svensk astronom och författare. Han är docent i astronomi och har varit verksam vid Lunds universitet och Malmö universitet. Som forskare har han arbetat med stjärnor, stjärnhopar samt teknik och bildanalys för framför allt stora teleskop. Han är sedan mars 2020 ordförande i Svenska astronomiska sällskapet.
Linde har studerat vid Lunds universitet, där han disputerade 1987 på en avhandling om astronomisk bildanalys. 
Peter Linde har länge engagerat sig inom amatörastronomi och i astronomiska föreningar. Sedan 1994 har han varit ordförande i Astronomiska Sällskapet Tycho Brahe . Redan som barn blev han medlem i ungdomsföreningen MARS  och var även engagerad i International Union of Amateur Astronomers.
Linde är författare till den populärvetenskapliga boken Jakten på liv i universum (2013).